# 불헤드 (영화)
불헤드(Rundskop, Bullhead)는 벨기에에서 제작된 마이클 R. 로스컴 감독의 2011년 범죄, 드라마 영화이다. 마티아스 쇼에나에츠 등이 주연으로 출연하였다.

## 출연

### 주연
- 마티아스 쇼에나에츠
- 제론 페시벌
- 쟌느 덴도이

### 조연
- 바바라 사라피안
- 티보 반덴보르레
- 프랭크 래머스
- 샘 루윅
- 에리코 살라몬
- 크리스 쿠펜스
- 리노드 러튼
- 로빈 발베켄스
- 보도인 올워츠
- 데이빗 머기아

## 제작진
- 공동제작: 피터 부카에르트
- 공동제작: 패트릭 퀴넷